# Teologia feminista
Teologia feminista é um movimento encontrado em várias religiões, como budismo, cristianismo e judaísmo, que reconsidera as tradições, práticas, escrituras e teologias dessas religiões a partir de uma perspectiva feminista. Alguns dos objetivos da teologia feminista incluem o aumento do papel das mulheres no clero e nas autoridades religiosas, uma reinterpretação do imaginário e da linguagem machista a respeito de Deus, a determinação do lugar das mulheres em relação à carreira e maternidade e estudos sobre o papel das mulheres em textos sagrados e a religião matriarcal.